# Inkwil-Bolken–Inkwilersee Insel
Inkwil-Bolken–Inkwilersee Insel est le nom d'un site palafittique préhistorique des Alpes, situé sur le territoire des communes de Bolken dans le canton de Soleure et de Inkwil dans le canton de Berne, en Suisse.

## Histoire du site
C'est en 1854 que les premières maisons sur pilotis sont mises au jour sur la plus grande des deux îles du lac d'Inkwil qui marque actuellement la frontière entre les cantons de Berne et de Soleure. De premières fouilles montrent que les lieux sont colonisés depuis l'âge du Bronze et l'ont été constamment jusqu'au Moyen Âge. Si aucune fouille détaillée des lieux n'a encore été menée, des sondages effectués en 1946 ont mis au jour des structures en bois très bien conservées. En 2007, une épée en bois, probablement un jouet, datant de 1260 à 890 av J-C a été mise au jour sur les lieux.
Le site est inscrit comme bien culturel d'importance nationale dans le canton de Soleure et fait partie des sites palafittiques préhistoriques autour des Alpes inscrits au patrimoine mondial de l'UNESCO.